# Heinz-Wolfgang Schnaufer
Heinz-Wolfgang Schnaufer, né le 16 février 1922 et mort le 15 juillet 1950 était un as allemand de la Seconde Guerre mondiale, connu pour ses 121 victoires dans la chasse de nuit.

## Biographie
Il remporte sa première victoire dans la nuit du 1er au 2 juin 1942, en abattant un quadrimoteur Halifax dans la région de Louvain.
Sa 50e victime tombe dans la nuit du 24 au 25 février 1944.
Il semble que les avions qu'il utilisa furent toujours des Messerschmitt Bf 110, mais il testa un prototype biplace Dornier Do 335 en mars 1945, dans l'éventualité d'en faire un chasseur de nuit.
Le 16 octobre 1944, âgé de 22 ans, après sa centième victoire (le 9 octobre 1944), il est le 21e à recevoir la croix de chevalier de la croix de fer avec feuilles de chêne, glaives et brillants, plus haute distinction militaire allemande de la Seconde Guerre mondiale (27 récipiendaires) , après la Croix de chevalier de la croix de fer avec feuilles de chêne et glaives en or et brillants (1 récipiendaire, à savoir Hans-Ulrich Rudel).
Il obtient son plus grand succès le 21 février 1945 en début de nuit, en abattant neuf appareils alliés. Des recherches effectuées après-guerre tendent à prouver qu'il aurait en fait abattu 10 appareils.
Le 7 mars il remporte ses 3 dernières victoires.
Il meurt en 1950 lors d'un accident de voiture près de Biarritz.

## Décorations

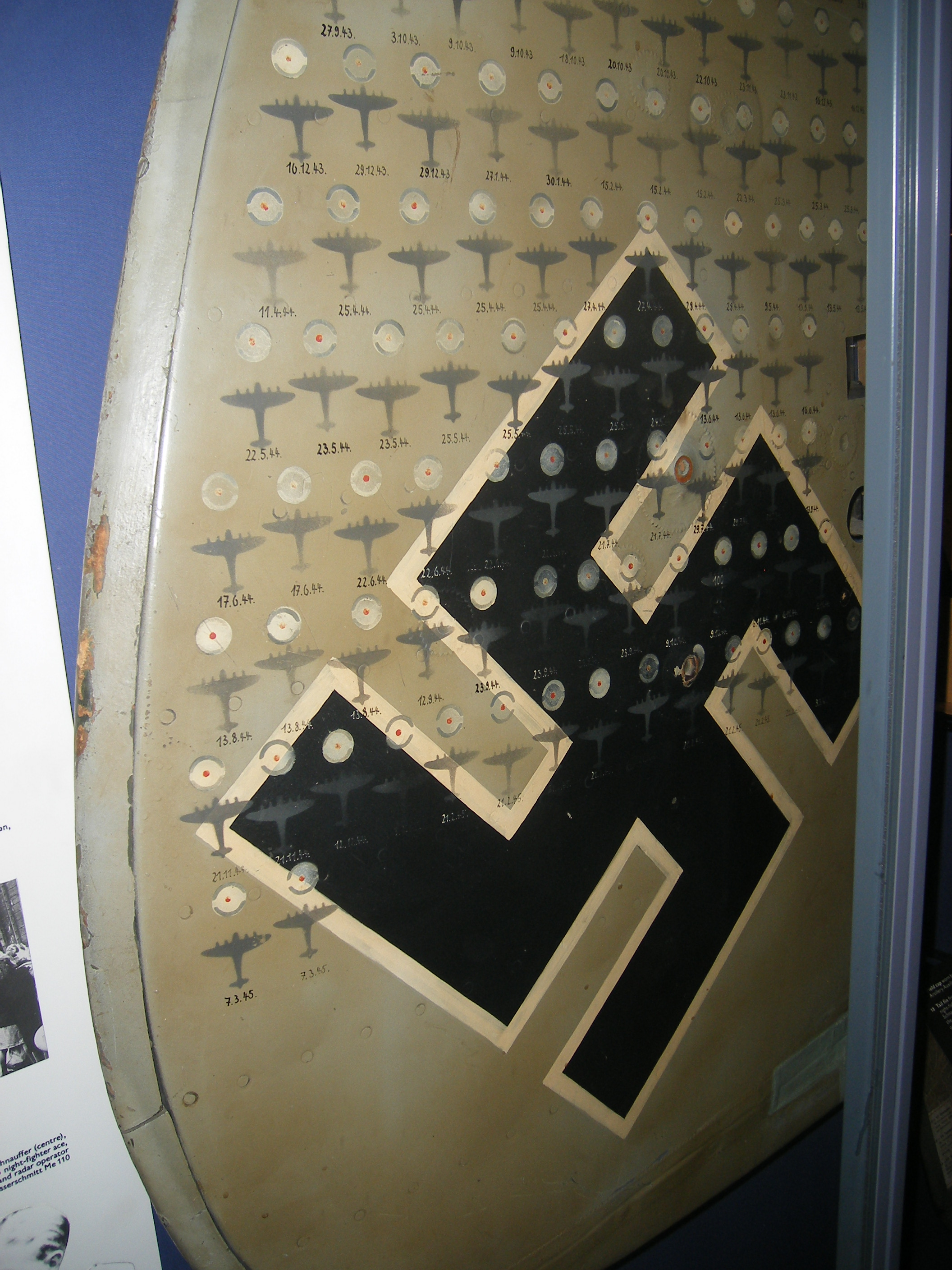
La dérive du Messerschmitt Bf 110 de Schnaufer avec les emblèmes de ses victoires.

- Insigne de combat de la Luftwaffe pour pilote de chasse nocturne en or
- Insigne de pilote-observateur en or avec diamants
- Insigne des blessés
  - en Noir
- Croix de fer (1939)
  - 2e classe (2 juin 1942)[3]
  - 1re classe (août/septembre 1942)[3]
- Ehrenpokal der Luftwaffe (26 juillet 1943)[4]
- Croix allemande en or le 16 août 1943 en tant que Oberleutnant dans la II./NJG 1[5]
- Croix de chevalier de la croix de fer avec feuilles de chêne, glaives et brillants
  - Croix de chevalier le 31 décembre 1943 en tant que Oberleutnant et Staffelführer de la 12./NJG 1[6],[7]
  - 507e feuilles de chêne le 24 juin 1944 en tant que Hauptmann et Gruppenkommandeur du IV./NJG 1[7],[8]
  - 84e glaives le 30 juillet 1944 en tant que Hauptmann et Gruppenkommandeur du IV./NJG 1[9][Notes 1]
  - 21e brillants le 16 octobre 1944 en tant que Hauptmann et Gruppenkommandeur du IV./NJG 1[7],[10]
- Mentionné dans le bulletin quotidien radiophonique de l'armée: Wehrmachtbericht le 10 octobre 1944

## Grades
- 1er avril 1941 : Leutnant (Lieutenant de seconde classe)
- juillet 1943 : Oberleutnant(lieutenant de première classe)
- 1er mai 1944 : Hauptmann (capitaine)
- 1er décembre 1944 : Major